# Bjørn Lomborg
Bjørn Lomborg (* 6. ledna 1965 Frederiksberg) je dánský statistik, který absolvoval studia politologie na univerzitě v Aarhusu a v Kodani. Na první jmenované univerzitě do roku 2005 působil jako profesor statistiky na katedře politologie. V letech 2002–2004 byl ředitelem Institutu pro hodnocení životního prostředí. Od roku 2005 přednáší na Obchodní škole v Kodani a v roce 2006 se dostal do funkce ředitele Centra Kodaňského konsensu.
Slavným se stal díky své knize Skeptický ekolog, která roku 1998 vyšla v Dánsku a o 3 roky později také anglicky, v češtině pak roku 2006. Kniha rozpoutala celosvětovou debatu o životním prostředí. Informace uváděné v knize se staly terčem kritiky jiných vědců za vytrhávání dat z kontextu. Dánská komise pro vědeckou etiku (Danish Committees on Scientific Dishonesty) v roce 2004 případ uzavřela s tím, že kniha sice je v rozporu se zásadami vědecké práce, ale Lomborg sám není vinen záměrnou manipulací s daty.
V roce 2004 ho časopis Time zařadil mezi sto nejvlivnějších lidí světa.
V říjnu roku 2006 přijel Lomborg do Prahy představit český překlad Skeptického ekologa, a to v rámci Pražské podzimní přednášky pořádané Liberálním institutem. V prosinci 2012 vystoupil na půdě vysoké školy CEVRO Institut s přednáškou „How to tackle global warming – and how not to“, která se uskutečnila v rámci cyklu CEVRO Institut Forum.
Od roku 2012 žije v Praze.